# Kanda Kasseh Juwara
Alhaji Kanda Kasseh Juwara (* in Boro Kanda Kassy; † 29. April 2007 in Banjul) war Seyfo (auch die engl. Bezeichnung Chief ist geläufig) für den gambischen Distrikt Wuli East.

## Leben und Wirken
Juwara trat die Nachfolge (vor November 2001 oder vor 1994) als Seyfo von seinem Vater an. Er war zum Zeitpunkt seines Todes einer der dienstältesten Seyfolu des Landes.
1994 war er Mitglied des 22-köpfigen National Consultative Committees (Nationalen Beratenden Ausschuss), das Programm und den Zeitplan für die Rückkehr zur demokratischen Verfassung untersuchte und überprüfte. In seiner Amtszeit wurde der Distrikt Wuli in Wuli East und Wuli West getrennt.
Juwara starb Ende April 2007 im Royal Victoria Teaching Hospital und wurde wenige Tage darauf in Boro Kanda Kassy bestattet.

## Auszeichnungen und Ehrungen
- 2009: Medaille, Order of the Republic of The Gambia (Postthumous)[4]